# Нижегородская подгруппа говоров
Нижегоро́дская подгру́ппа го́воров — среднерусские говоры, входящие в состав Владимирско-Поволжской группы, объединённые общими для них диалектными чертами и распространённые на территории центральной части Нижегородской области.
Изначальное название подгруппы в классификации русских диалектов 1965 года К. Ф. Захаровой и В. Г. Орловой — Горьковская — часто заменяется в современных работах по русской диалектологии на название Нижегородская.
Говоры Нижегородской подгруппы разделяют все диалектные черты Владимирско-Поволжской группы, но при этом обладают ещё и рядом своеобразных, присущих только этим говорам, черт, представляющих собой в основном расширение основных диалектных закономерностей, представленных в целом во владимирско-поволжских говорах.

## Общая характеристика и область распространения
| Классификация: - Русский язык - Среднерусские говоры - Восточные среднерусские говоры - Восточные среднерусские окающие говоры (Владимирско-Поволжская группа говоров) - Нижегородская подгруппа говоров |

Территория распространения нижегородских говоров как диалектная величина впервые была выделена в диалектологической карте русского языка 1965 года. Наличие своеобразных местных языковых черт, ареалы которых создают сочетание друг с другом, очерчивая границы определённой территории, позволили выделить в составе Владимирско-Поволжской группы более мелкую диалектную единицу, названную Горьковской подгруппой.
Ареал Нижегородской подгруппы говоров занимает центральную часть Нижегородской области, а также незначительную часть левобережья Оки во Владимирской области. На севере нижегородские говоры граничат с Костромской группой севернорусского наречия, на юге — с говорами отдела В восточных среднерусских акающих говоров, на востоке — с областями распространения марийских и чувашского языков.

## Особенности говоров
1. Случаи произношения о вместо а и в соответствии фонеме ê как разновидность общего для говоров Владимирско-Поволжской группы различения гласных в первом предударном слоге после мягких согласных: п[о]шёл, р[е]ка́, но и сл’[о]по́й, дв'[о]на́дцат’ и т. п.
2. Распространение обобщения форм притяжательных местоимений и прилагательных с ударным гласным е в ед. числе: с мой[е́]м, в мой[е́]м (с моим, в моём); в формах мн. числа: мой[е́], мой[е́]х (моё, моих) и т. д.; с худ[э́]м, в худ[э́]м, в плох[е́]м (с худым, в худом, в плохом); формы мн. числа: худ[э́]и, плох[е́]и (худые, плохие) и т. п.
3. Распространение случаев отсутствия интервокального j и результатов стяжения гласных в глаголах в сочетании ейе: уме́т (умеет) и т. п. Данная черта является более последовательной, чем в говорах северного наречия. При этом в нижегородских говорах отмечается отсутствие подобного диалектного явления в глаголах в сочетаниях айу.
4. Распространение наряду с инфинитивами печи́, беречи́ форм печчи́, береччи́.
5. Употребление вторичных форм сравнительной степени: скоре́, умне́, быстре́ и т. п. На остальной территории Владимирско-Поволжской группы распространена как правило только форма скоре́.
6. Отсутствие на территории нижегородских говоров таких диалектных явлений, характерных для Владимирско-Поволжской группы, как произношение сочетания мн в соответствии вн в отдельных словах: да[мн]о́ (давно), ра[мн]о́ (равно), дере́[мн’]а (деревня); наличия произношения т’ — д’ в соответствии к’ — г’ как в корнях, так и на стыках морфем: [ти́]слой (кислый), [ди́]бел’ (гибель), ру́[ти] (руки), но́[ди] (ноги) и др.

Одним из отличий нижегородских говоров в пределах восточных среднеруских окающих говоров помимо перечисленных диалектных черт является отсутствие в них черт западной части территории Владимирско-Поволжской группы, характерных для юго-восточной диалектной зоны.